# Lava Hot Springs
Lava Hot Springs es una ciudad ubicada en el condado de Bannock en el estado estadounidense de Idaho. En el censo de 2010 tenía una población de 407 habitantes y una densidad poblacional de 224,17 personas por km².

## Geografía
Lava Hot Springs se encuentra ubicada en las coordenadas 48°18′43″N 116°31′2″O / 48.31194, -116.51722. Según la Oficina del Censo de los Estados Unidos, Lava Hot Springs tiene una superficie total de 1.82 km², de la cual 1.75 km² corresponden a tierra firme y (3.71%) 0.07 km² es agua.

## Demografía
Según el censo de 2010, había 407 personas residiendo en Lava Hot Springs. La densidad de población era de 224,17 hab./km². De los 407 habitantes, Lava Hot Springs estaba compuesto por el 97.54% blancos, el 0.25% eran afroamericanos, el 0.25% eran amerindios, el 0% eran asiáticos, el 0% eran isleños del Pacífico, el 1.23% eran de otras razas y el 0.74% pertenecían a dos o más razas. Del total de la población el 4.18% eran hispanos o latinos de cualquier raza.